# Castle Bravo
A Castle Bravo foi a maior bomba termonuclear já detonada pelos Estados Unidos, em 1 de março de 1954. A sua reação nuclear gerou uma explosão de 15 megatons (equivalente a 15 000 000 de toneladas de TNT ou explosivo Trinitrotolueno). Foi superada pela também norte-americana B41, que está fora de operação e tinha 25 megatons, e pelas  soviéticas Teste 219 de 24,4 megatons, e Tsar Bomba de 50 megatons. Esta última foi a maior arma nuclear já produzida e detonada pelo homem.

## Design da Bomba
No interior do invólucro cilíndrico, havia um cilindro menor de combustível de fusão, deutereto de lítio (como secundário) e uma bomba atômica de fissão reforçada do tipo Racer IV (primário) em uma das extremidades. Este mecanismo foi utilizado para criar as condições necessárias para iniciar a reação de fusão. Sob o deutereto de lítio, havia uma haste de plutônio (ou vela de ignição), que foi utilizado para "inflamar" a reação de fusão. Em torno desta montagem, foi adicionado um casco de urânio. O espaço entre o calçador e o casco formava um canal para conduzir os raios-x a partir do primário para o secundário. A função dos raios-x era de comprimir o secundário (ver Desenho de Teller–Ulam), aumentando extremamente a densidade do deutereto e comprimindo a haste de plutônio de forma a tornar-se supercrítica, e elevando a temperatura para um nível necessário a manter uma reação termonuclear.

## Consequências
Era previsto apenas 6 megatons de rendimento para o teste Bravo, porém o seu rendimento foi duas vezes e meia maior que o previsto. Por consequência, sua nuvem de cogumelo teve 40 quilômetros de altura e 100 quilômetros de diâmetro. Depois da detonação, o vento (que havia mudado de direção e chegaria ao continente, fato que foi informado ao governo momentos antes da detonação) lançou as cinzas nucleares, que se espalharam e contaminaram partes da Índia, Austrália, Europa, Japão, Estados Unidos e quase todas as ilhas da Oceania. Tinha sido tão poderosa que, em um dos bunkers de concreto a uma milha e meia (aproximadamente 2,5 quilômetros) do marco zero, uma porta de 20 toneladas havia sido soprada diretamente através do edifício contra a parede de trás a 15 pés (4,6 metros) de distância. E, na ilha de controle a vinte milhas (32 quilômetros) de distância, todos os edifícios de madeira haviam sido completamente demolidos.

## A causa do incidente

A detonação.

Os 15 megatons de rendimento foram devidos a um erro teórico de cientistas do Laboratório Nacional de Los Alamos por considerarem apenas o trítio, o deutério e o lítio-6 como combustíveis, então nem ao menos retiraram o lítio-7 que formava 60% da quantidade de lítio na bomba. O esperado era que o lítio-6 absorvesse um nêutron da fissão do plutônio, emitindo uma partícula alfa e trítio, o qual se fundiria com o deutério e largaria outro nêutron. Isso de fato ocorreu. O problema estava no lítio-7ː considerado inerte, ao receber um nêutron energético, emite uma partícula alfa e trítio, além de, diferentemente do litio-6, devolver o nêutron utilizado no seu bombardeamento. Assim, mais trítio foi produzido que o normal, aumentando a taxa de fusão nuclear e de nêutrons que, consequentemente, aumenta a taxa de fissão, elevando-a da previsão de 6 megatons aos desastrosos 15 megatons. O mesmo erro ocorreu com o Castle Romeo (o projeto gêmeo do Bravo que gerou pouco mais de 3 vezes que o esperado).

## Conclusões
O lítio-7 reagia quase tão bem quanto o lítio-6, além de ser mais barato. O projeto da bomba foi, então, revisado e passou a se chamar Mark 21.